# Allègre
Allègre is een gemeente in het Franse departement Haute-Loire (regio Auvergne-Rhône-Alpes). De plaats maakt deel uit van het arrondissement Le Puy-en-Velay. Allègre telde op 1 januari 2022 892 inwoners.

## Geografie
De oppervlakte van Allègre bedroeg op 1 januari 2022 23,57 vierkante kilometer; de bevolkingsdichtheid was toen 37,8 inwoners per km².

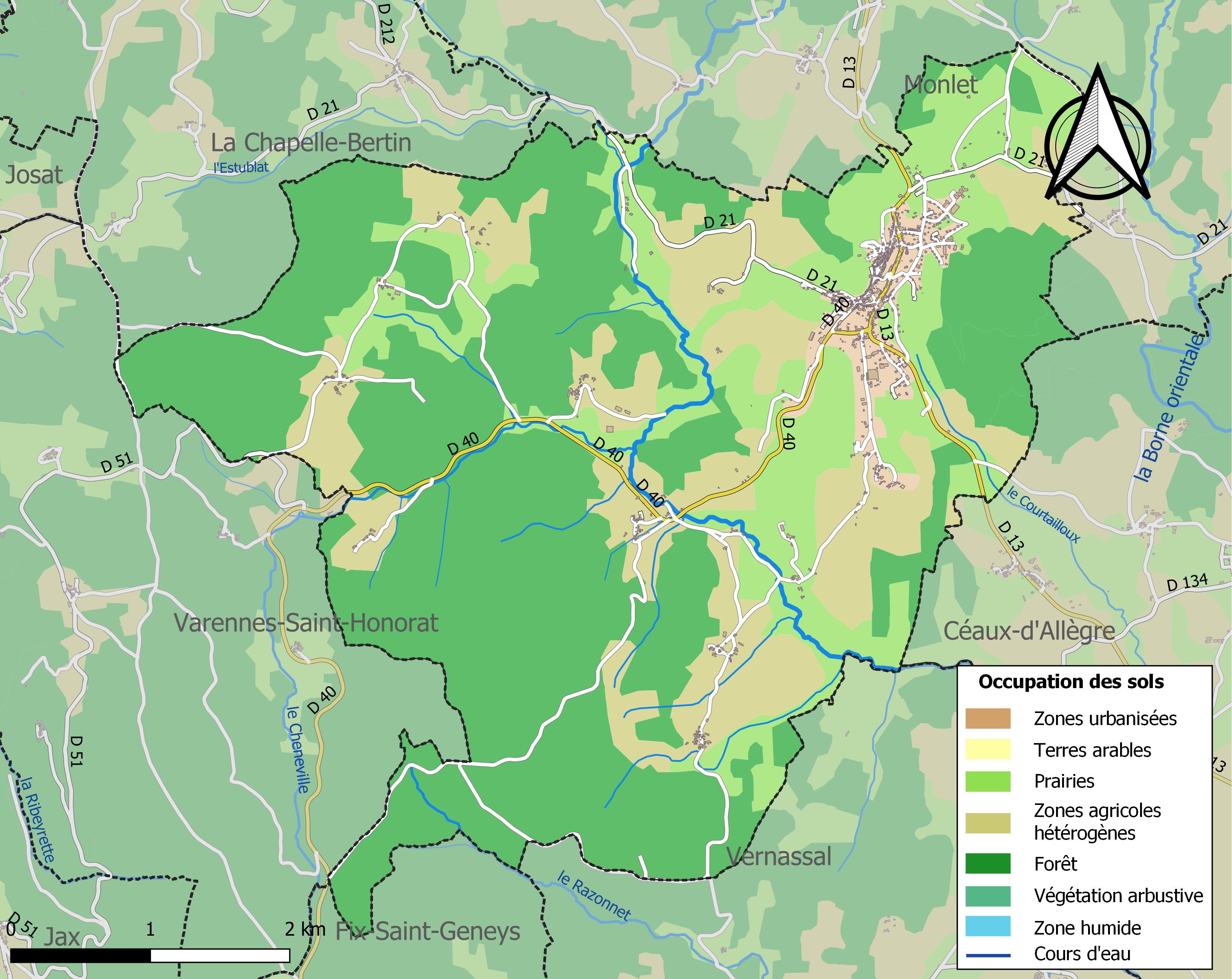
Kaart van de gemeente met de belangrijkste infrastructuur, bodemgebruik en omliggende gemeenten

## Demografie
Onderstaande figuur toont het verloop van het inwonertal (bron: INSEE-tellingen).